# Basônimo
No nome científico de organismos, o basiônimo ou basiónimo é  o nome original em que um novo nome é baseado; a citação do autor do novo nome deve incluir os autores do basiônimo entre parênteses. O termo combinação original ou protônimo é usado da mesma forma em zoologia.  Bacteriologia usa um termo similar, basônimo, escrito sem i .

## Uso em botânica
O termo "basiônimo" é usado em botânica apenas para as circunstâncias em que existe um nome anterior com uma descrição útil, e o Código Internacional de Nomenclatura para algas, fungos e plantas não exige uma descrição completa com o novo nome. Um basiônimo deve, portanto, ser legítimo . Os basiônimos são regulamentados pelos artigos 6.10, 7.3, 41 e outros do código.
Quando um nome atual tem um basiônimo, o autor ou autores do basiônimo são incluídos entre parênteses no início da citação do autor. Se um basiônimo for posteriormente considerado ilegítimo, ele se torna um sinônimo substituído e a citação do autor do nome atual deve ser alterada para que os autores do basiônimo não apareçam.

### Combinação nova
O basiônimo do nome Picea abies (o abeto da Noruega) é Pinus abies. A espécie foi originalmente denominada Pinus abies por Carl Linnaeus e, portanto, a citação do autor do basiônimo é simplesmente "L". Mais tarde, o botânico Gustav Karl Wilhelm Hermann Karsten decidiu que esta espécie não deveria ser agrupada no mesmo gênero ( Pinus ) que os pinheiros, então ele a transferiu para o gênero Picea (os abetos). O novo nome Picea abies é combinatio nova, uma nova combinação (abreviado comb. nov. ). Com citação do autor, o nome atual é " Picea abies (L.) Karst".

### Status novus
Em 1964, o nome da subfamília Pomoideae, que estava em uso para o grupo da família Rosaceae que tem pomóideas parecidas a maçãs, não era mais aceitável sob o código de nomenclatura porque não é baseado em um nome de género. Claude Weber não considerou o nome da família Malaceae Small taxonomicamente apropriado, então ele criou o nome Maloideae na categoria de subfamília, referindo-se à descrição original da família, e usando o mesmo tipo. Esta mudança de classificação de família para subfamília é um exemplo de status novus (abreviado stat. nov. ), também chamado de "nome em nova classificação".